# آنا آلوارو
آنا آلوارو (به انگلیسی: Anne Alvaro) (زاده ۲۹ اکتبر ۱۹۵۱ در وهران، الجزایر فرانسه) یک هنرپیشه فرانسوی است که کار خود را از اوایل ۱۹۷۰ شروع کرده‌است. از فیلم‌هایی که وی در آنها نقش داشته می‌توان به ژرژ دانتون اشاره کرد. وی تاکنون ۲ بار به جایزه سزار بهترین بازیگر نقش مکمل زن برای فیلم‌های طعم دیگران (۲۰۰۱) و کلینیک یخ (۲۰۱۰) دست یافته‌است.

## فیلم‌شناسی
بعضی از فیلم‌هایی که آنا آلوارو در آن‌ها حضور داشته‌است:
- شهر دزدان دریایی (۱۹۸۳)
- ژرژ دانتون ‏ (۱۹۸۳)
- رژیم غذایی بدون نان (۱۹۸۴)
- طعم دیگران (۲۰۰۱)
- کلینیک یخ (۲۰۱۰)
- ایو سن لوران (۲۰۱۴)